# HD8972
HD8972 — хімічно пекулярна зоря спектрального класу A8, що має видиму зоряну величину в смузі V приблизно  6,8.
Вона  розташована на відстані близько 336,6 світлових років від Сонця.